# Suzhou IFS
Suzhou International Financial Square je 450 m vysoký mrakodrap v Su-čou,  v Číně. Obsahuje 95 pater a to nejvyšší leží ve výšce 399,1 m. Výstavba budovy probíhala v letech 2012 až 2019.